# Nådastol (kyrklig interiör)

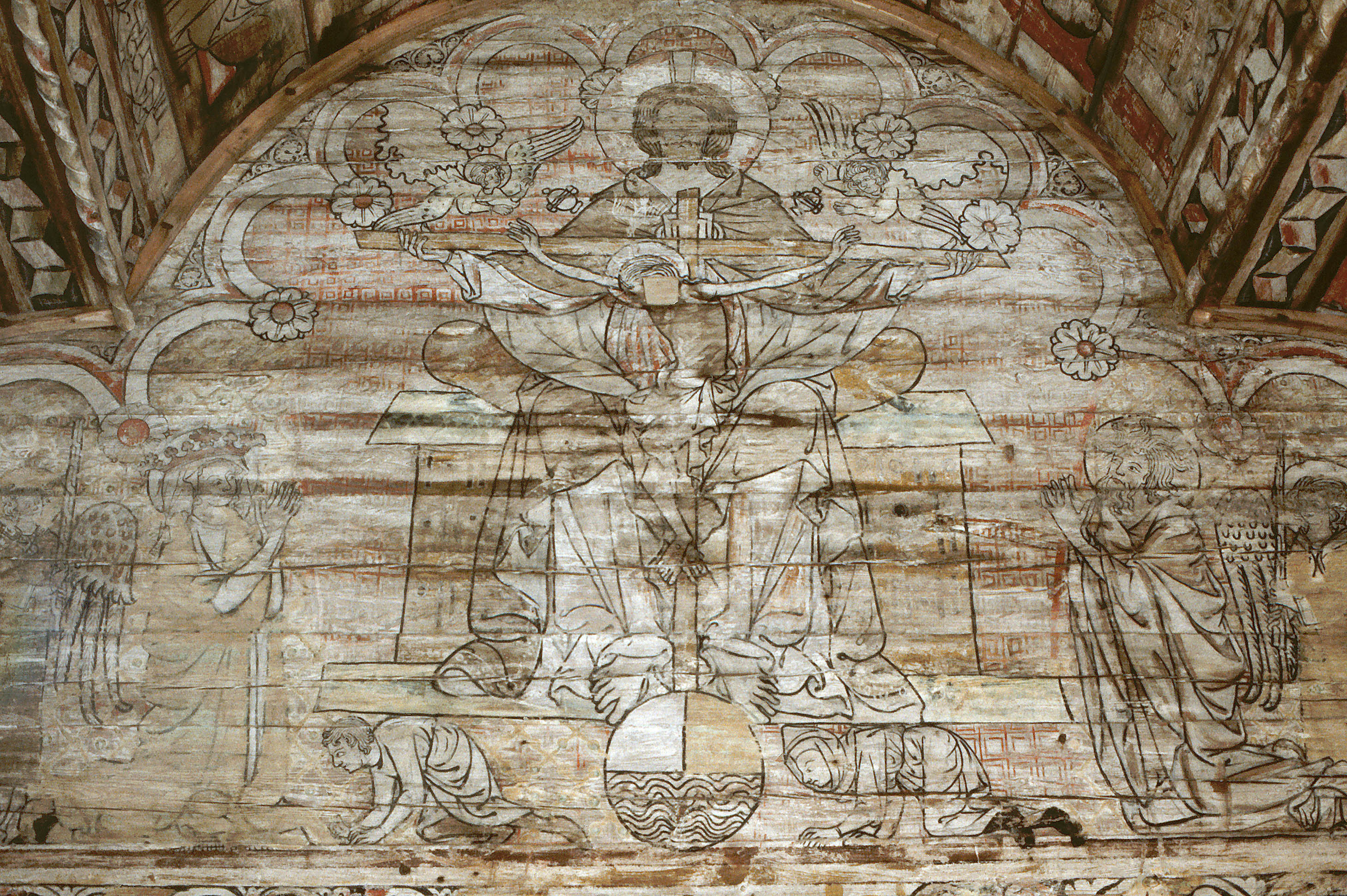
"Nådastolen" och "Den yttersta domen" i Södra Råda kyrka, som brann ner 2001.

Nådastol betecknar en framställning i konsten av den heliga Treenigheten. Gud Fadern sitter eller står på sin tron och håller korset med sin korsfäste Son, Jesus. Mellan eller ovanför dem visar sig duvan, symbolen för den Helige Ande. Motivet är vanligt i medeltida kyrkoutsmyckning, bland annat i altarskåp. I samband med Nådastolen visas ofta Yttersta domen.